# Rudolf II. (Tübingen-Herrenberg)

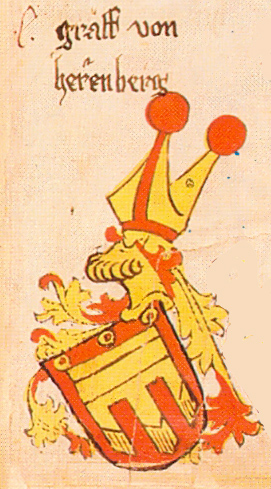
Wappen der Tübinger Grafen von Herrenberg

Graf Rudolf II. von Tübingen, genannt der Scheerer, (* 1276; † 1316) entstammte einer Seitenlinie der Pfalzgrafen von Tübingen und war Graf von Herrenberg.

## Name und Familie
Graf Rudolf II., der Scheerer, war ein Sohn des Grafen Rudolf I., der Scheerer. Diesen Beinamen führten sie abgeleitet von der Stadt Scheer an der Donau. Am 24. November 1286 heiratete Rudolf II. Luitgard (auch Liugard), die Tochter des Grafen Ulrich von Schelklingen. An der Hochzeit nahm König Rudolf von Habsburg teil. Ihre Kinder waren Ulrich, Luitgard und die als Kind verstorbene Adelheid.

## Leben und Wirken
Rudolf musste wegen hoher Schulden mehrere Dörfer und Höfe insbesondere an das Kloster Bebenhausen verkaufen. Dadurch gelang es ihm, seinen Besitz im Schönbuch an seine Nachkommen zu vererben. Er hatte mit einem körperlichen Eid geschworen, von seinem Wald Schönbuch nichts zu verkaufen, zum Nutzen für sich und seine Erben. Schon zu Lebzeiten seines Vaters verkaufte er zusammen mit seinem Bruder Kirchentellinsfurt und Wankheim an den Bürgermeister Bäht in Reutlingen.
Es kam immer wieder zu Streitigkeiten mit dem Kloster Bebenhausen um die Zahlungen, Neuerwerbungen und Schenkungen in der Stadt Heimsheim. Durch seine fortwährende Geldnot, in der ihm das Kloster Bebenhausen bereits mehrfach ausgeholfen hatte, sah er sich 1304 genötigt, weitere Teile von Hildrizhausen an das von seinen Vorfahren gestiftete Kloster Bebenhausen zu verkaufen. Ohne die Aushilfe des Klosters wäre der Graf, wie er selbst sagte, genötigt gewesen, Herrenberg oder den Schönbuch zu verkaufen, um seine Gläubiger zufriedenstellen zu können. Diese Verkäufe versuchten die Mönche von Bebenhausen laut Schmid so lange zu verhindern, bis ihnen diese Besitzungen nicht mehr entgehen konnten, weil die Grafen wegen ihrer Schuldenlast keinen Ausweg mehr sehen würden, „als sich dem Kloster damit in die Arme zu werfen“.

### Verkauf von Oberkirch und Reusten
Rudolfs Ehefrau Luitgard, die Tochter des Grafen Ulrich von Schelklingen, beurkundete am 29. August 1293, dass ihr zum reichlichen Ersatz für das Recht an Oberkirch und Reusten, das sie als Wiederlage oder Morgengabe besessen hatte, von ihrem Schwager, dem Grafen Eberhard von Tübingen, der Scheerer, Güter in Gültstein angewiesen worden waren. Darauf übertrug sie mit Zustimmung ihres Vaters und ihres Gatten ihre früheren Ansprüche dem Kloster Bebenhausen. Dabei versprach sie, diese Abmachung nie anzufechten, und verzichtete auf jede Rechtshilfe dazu. Siegler der Urkunde waren der Konstanzer Bischof Heinrich II. von Klingenberg, Graf Ulrich von Berg, ihr Vater Ulrich von Schelklingen, ihr Gatte Rudolf und ihre Schwager Eberhard und Gottfried von Tübingen-Herrenberg.

### Verkauf von Altingen
Am 7. Juli 1299 verkaufte Graf Rudolf von Tübingen genannt Scheerer mit Zustimmung seiner Gemahlin „Liugard“ von Schelklingen und ihrer Brüder Graf Ulrich von Schelklingen und Graf Heinrich von Schelklingen und aller andern Beteiligten an das Kloster Bebenhausen Güter in Altingen mit dem Patronatsrecht der dortigen Kirche um 700 Pfund Heller, die er empfangen und zur Schuldenzahlung verwendet hatte. Er bestimmte ausdrücklich, dass mit den Gütern das Patronatsrecht der Kirche an das Kloster übergehe, setzte dieses in den Besitz ein und versprach Gewährschaft. Ausdrücklich verpflichtete er sich, seine Kinder Ulrich und Liugard, sobald sie mündig seien, zur Bestätigung des Vertrags zu veranlassen und setzte dafür unter Verpflichtung auch seiner Nachkommen seinen ganzen Besitz zum Pfand. Seine Gemahlin Liugard, der die Güter gehörten, verzichtete darauf zu Gunsten des Klosters und bekannte, dass ihr von ihrem Gemahl als Ersatz dafür das Dorf Sindelfingen eingeräumt worden sei. Beide Ehegatten verzichteten auf alle Ansprüche und Rechtsmittel. Siegler der diesbezüglichen Urkunde waren auf Bitte Liugards der Bischof Heinrich von Konstanz, ihr Gatte und ihre Brüder, die Grafen Konrad, Ulrich und Heinrich von Schelklingen.